# Emilio Ybarra Churruca
Emilio Ybarra Churruca   (Sant Sebastià, 9 de novembre de 1936 - Madrid, 17 de juliol de 2019) fou un banquer i empresari espanyol. Va ser imputat i condemnat el 2002 i 2005 per delicte fiscal i apropiació indeguda.

## Biografia
Va néixer en el si d'una família hereva d'algunes de les principals empreses de Biscaia. El seu pare, Santiago de Ybarra, era fill d'Emilio de Ybarra y de la Revilla i de Pilar Zapata de Calatayud y Orovio. Aviat queda orfe, en ser assassinat el seu pare juntament amb altres membres de la família Ybarra i partidaris del bàndol nacional durant la Guerra Civil en un buc-presó ancorat a la badia d'El Abra de Bilbao, enfront de Getxo, la localitat en la qual residí tota la seva vida.
Va ser criat per la seva mare, Dolores Churruca Zubiría, comtessa d'El Abra, i pel seu avi, Alfonso Churruca. La seva àvia materna, Teresa Zubiría Urizar, era filla de Luis Zubiría Ybarra i neta de Luciano Urízar Echevarría. Es va casar amb una parent, María Aznar Ybarra, la germana de la qual està casada amb José Joaquín Puig de la Bellacasa, i van tenir quatre fills: Emilio, Ignacio, María i Lucía Ybarra Aznar.
Es llicencià en Dret per la Universitat de Valladolid i en Ciències Econòmiques per la Universitat de Deusto (Bilbao).
Va ser gerent de l'Orconera, que gestionava les principals mines de ferro de Biscaia. La seva vida professional principalment va transcórrer al Banco de Bilbao, on hi arribà el 1964 i hi va ser conseller delegat el 1971 i vicepresident el 1986. Va presidir el BBV (Banc Bilbao Biscaia) després de la fusió dels dos bancs amb seu a Bilbao, i el BBVA, aquest últim resultat de la fusió del primer amb Argentaria, entre 1990 i 2001.
Juntament amb el seu únic germà Santiago, va mantenir el control de Vocento, el grup de comunicació que presideix el seu germà. A més, el seu fill Emilio Ybarra Aznar ha estat director d'El Correo, el principal diari de Biscaia i Alava. També és conseller d'empreses com Tubos Reunidos i Corporación Financera.
Fou membre de la Comissió Trilateral (Europa) i Acadèmic de Nombre de la Reial Acadèmia de Ciències Econòmiques i Financeres, així com de la Real Maestranza de Saragossa, i entre les condecoracions rebudes destaquen les Grans Creus del Mèrit Civil (1967) i de l'Orde d'Isabel la Catòlica (2002).